# Hålisen
Der Hålisen (norwegisch für Rutschiges Eis) ist ein Kargletscher im ostantarktischen Königin-Maud-Land. Im Kurzegebirgender Orvinfjella liegt er zwischen den Bergen Hålisrimen und Hålisstonga. 
Norwegische Kartographen, die ihm auch seinen Namen gaben, kartierten ihn anhand von Luftaufnahmen und Vermessungen der Dritten Norwegischen Antarktisexpedition (1956–1960).